# Арманд Джексон
Арма́нд «Джамп» Дже́ксон (англ. Armand „Jump“ Jackson; 9 лютого 1917, Новий Орлеан, Луїзіана — 31 січня 1985, Чикаго, Іллінойс) — американський блюзовий ударник.  

## Біографія
Народився 25 березня 1917 року в Новому Орлеані, штат Луїзіана. Син Оскара Вільяма Джексона та Онелії Гено.  
У 1940-х і 1950-х грав у стилі джамп-блюз на багатьох блюзових сесіях в Чикаго. Наприкінці 1940-х очолив власний оркестр «Jump Jackson and his Orchestra» і працював бенд-лідером на сесіях звукозапису на таких лейблах як Columbia, Specialty та Aristocrat; його гурт акомпанував таким виконавцям як Сент-Луїс Джиммі, Рузвельт Сайкс, Санніленд Слім і Бебі Ду Кастон. Також зіграв як акомпаніатор на альбомах Джона Лі Гукера та Роберта Найтгока.
У 1962 році взяв участь у перших гастролях ревю Американського фолк-блюзового фестивалю. Як підприємець, створив в Чикаго невеликий лейбл звукозапису La Salle Records, на якому випускав музику таких виконавців, як Едді Бойд, Едді Клірвотер, Літтл Мек Сіммонс, а також власні записи. 
Помер 31 січня 1985 року в Громадській лікарні Південного Чикаго, Іллінойс у віці 67 років.